# زبان برتنگی
زبان برتنگی یکی از زبان‌های پامیری است که در امتداد رود برتنگ، از یمتز تا نیکبیست، در ولایت خودمختار کوهستانی بدخشان تاجیکستان رایج است. این زبان معمولاً به عنوان گویشی از زبان شغنانی دسته‌بندی می‌شود اما نسبت به آن کاملاً زبان متفاوتی است. برتنگی دارای دو گویش رومدی و سپنجی است.
از سال ۱۹۹۰ تا بدین سو، بین ۲٬۵۰۰ تا ۳٬۰۰۰ گویشور برتنگی وجود دارد. در حالی که جمعیت کشور رو به افزایش است، جنگ داخلی و تلاش روسیه برای یکسان‌سازی زبانی و مهاجرت آن‌ها به شهرها باعث کمرنگ شدن این زبان شده‌است. علاوه بر این، محبوبیت تاجیکی و روسی به عنوان زبان‌های آموزش و نوسازی به زوال بارتنگی کمک کرده‌است. برتنگی به دو زبان روشانی و شغنانی بسیار نزدیک است.